# Kelbo (Burkina Faso)
Kelbo est le chef-lieu du département de Kelbo dans la province du Soum de la région Sahel au Burkina Faso.

## Géographie

### Localisation
Kelbo est situé à environ 65 km au sud-est de Djibo, la capitale provinciale.

### Climat
Kelbo est doté d'un climat de steppe sec et chaud, de type BSh selon la classification de Köppen, avec des moyennes annuelles de 28,4 °C pour la température et de 507 mm pour les précipitations.

## Histoire
En 2006, le village de Louga a été scindé de Kelbo pour devenir indépendant administrativement.

## Démographie
| 2003  | 2006  | 2012 |
| ----- | ----- | ---- |
| 6 288 | 5 234 | -    |

## Santé et éducation
Kelbo accueille centre de santé et de promotion sociale (CSPS) tandis que le centre médical avec antenne chirurgicale (CMA) se trouve à Djibo.
Le village possède un centre d'alphabétisation et deux écoles primaires publiques (A et B).